# سينارة شعرية القرون
سينارة شعرية القرون (الاسم العلمي: Cinara pilicornis) هي نوع من الحشرات يتبع جنس السينارة من الفصيلة المنية. وهي منة أماليد شجرة الراتينجية أو منة الراتينجية البنية تتواجد على تنوب النرويج التنوب الشوحي والتنوب السيتكي. وهي من أنواع المن الكبيرة جدا مع جسم بني ممتلئ. يبدو أنه ليس لها أي أثر يذكر على الشجرة. وهي من الأنواع الأوروبية ولكن تم الإبلاغ عن تواجدها في الغابات الصنوبرية في نيوزيلندا جنبا إلى جنب مع نوع آخر من من شجرة التنوب من نوع (الاسم العلمي:[Elatobium abietinum).
السينارة شعرية القرون لايلازمها النمل الجامع للمغثار من نوع (الاسم العلمي:Formica polyctena) ونادرا ما تهاجم من قبل الدبور الطفيلي من نوع (الاسم العلمي:Pauesia pini). وهي أيضا مضيف (ثوي) لفطريات الحاشورة.
السينارة شعرية القرون تنتج الميليزيتوز ثلاثي السكاريد والسترونلول والقطرمالاكتون المقرون-المفروق أو النيباتالاكتون المقرون-المفروق والقطرمالاكتول المقرون-المفروق أو النيباتالاكتول المقرون-المفروق وهي مركبات صادرة عن النبات المضيف بسبب الإجهاد. هذه المركبات نشأت من المن ويفترض أن تكون مكونات لفيرمون لهذا النوع.